# Xanthichthys mento
Xanthichthys mento är en fiskart som först beskrevs av Jordan och Gilbert 1882.  Xanthichthys mento ingår i släktet Xanthichthys och familjen tryckarfiskar. IUCN kategoriserar arten globalt som livskraftig. Inga underarter finns listade i Catalogue of Life.